# آستریت آیدارویچ
آستریت آیدارویچ (آلبانیایی: Astrit Ajdarević؛ زادهٔ ۱۷ آوریل ۱۹۹۰) بازیکن فوتبال اهل آلبانی است.
از باشگاه‌هایی که در آن بازی کرده‌است می‌توان به باشگاه فوتبال نورشوپینگ، باشگاه فوتبال هلسینگبورگس، باشگاه فوتبال استاندارد لیژ، باشگاه فوتبال دیورگاردن، باشگاه فوتبال هرفورد یونایتد، باشگاه فوتبال لیورپول، باشگاه فوتبال لستر سیتی، و باشگاه فوتبال چارلتون اتلتیک اشاره کرد.
وی همچنین در تیم‌های ملی فوتبال  زیر ۲۱ سال سوئد و آلبانی بازی کرده‌است.